# Proteïna de Bence Jones
La proteïna de Bence Jones és una globulina monoclonal que es troba a la sang o a l'orina. El fet de trobar aquesta proteïna en una persona comporta manifestacions de dany orgànic com: el càncer de medul·la òssia maligna, fallida renal, malaltia lítica de l'os o anèmia o grans nombres de cèl·lules plasmàtiques en la medul·la òssia, això comporta a un diagnòstic de mieloma múltiple, el qual està present en els 2/3 dels casos.
Les proteïnes són cadenes lleugeres lliures d'immunoglobulina (paraproteïnes) i es produeixen per cèl·lules plasmàtiques neoplàsiques. Poden ser de tipus kappa (en la majoria dels casos) o lambda. Les cadenes lleugeres poden ser fragments d'immunoglobulina o immunoglobulines simples homogènies. Es troben en l'orina, ja que són petites i, per tant, són fàcilment aclarides pels ronyons. Les cadenes lleugeres poden ser detectades per escalfament o electroforesi d'orina concentrada. Aquestes precipiten quan s'escalfen entre 50 i 60 °C i es redissolen entre 90 - 100 °C. Aquests tests són essencials en pacients sospitosos de tenir proteïnes de Bence Jones en la seva orina, ja que ests proteïnes no reaccionen amb els reactius que s'utilitzen normalment en les proves habituals d'orina. Això condueix a falsos negatius en pacients amb proteïnes Bence Jones en orina sotmesos a anàlisi estàndard. Hi ha diverses afeccions rares que produeixen aquestes proteïnes, com la Macroglobulinèmia de Waldenström i altres malalties malignes.
La proteïna de Bence Jones va ser descrita el 1847 pel metge anglès Henry Bence Jones i publicat el 1848. La proteïna va ser seqüenciada posteriorment per Frank Putnam en el laboratori de Frederick Sanger a Cambridge, qui va ser el primer a publicar la seqüència completa.